# Эшкинин, Андрей Карпович
Андре́й Ка́рпович Эшки́нин (10 сентября 1891, Новый Карамас, ныне Волжский район Марий Эл — 10 мая 1938, Казань) — марийский журналист и литератор, филолог, критик, партийный деятель.

## Биография
Родился в крестьянской семье.
В 1906—1907 годах учился в Уньжинской школе, а затем до 1912 года учился в школе при Казанской учительской семинарии, откуда был отчислен за участие в революционных волнениях. Затем 2 года учился в городском училище при учительском институте и 2 года в техническом училище.
С 1913 года занимал малые технические должности в городах Поволжья.
С 1919 года — член РКП(б). В 1918—1920 годах — агитатор марийской секции при Казанском губернском комитете РКП(б), сотрудник политотдела Запасной армии.
В 1921—1923 годах был ответственным секретарем Марийского бюро при отделе пропаганды и агитации ЦК РКП(б).
В 1922—1924 годах А. Эшкинин — организатор и ответственный редактор журнала «У илыш» («Счастливая жизнь»).
С 1924 года заведовал агитационно-пропагандистским отделом Марийского обкома ВКП(б).
В 1924—1929 годах — ответственный редактор газеты «Йошкар кече» («Красное солнце»), в 1924—1928 — ответственный редактор газеты «Марий ял» («Марийская деревня», позже — «Марийская правда»).
В 1925 году — организатор I областного слёта марийских корреспондентов.
С 1929—1930 годах в Горьком: специальный корреспондент областной газеты «Нижегородская коммуна», редактор газеты «Красное Сормово».
В 1930—1933 и 1935—1937 годах — директор Марийского книжного издательства.
Председатель правления Марийской ассоциации пролетарских писателей (1930—1932), редактор журнала «У вий» («Новая сила»).
В 1933—1935 годах работал в редакции газеты-многотиражки в совхозе «Гигант» Ростовской области.
В апреле 1937 года был арестован и обвинён в принадлежности к «руководящему ядру марийской буржуазно-националистической организации». Осуждён и расстрелян 10 мая 1938 года.
Реабилитирован в 1957 году.

## Литературное творчество
Писать начал в 1917 году. Впервые выступил как автор в газете «Рабочий» (Казань).
Его статьи и заметки публиковались в газетах «Правда», «Известия», «Жизнь национальностей» (Москва), «Знамя революции» (Казань).
Всего написал несколько сот статей, очерков, был автором политических, антирелигиозных брошюр на марийском языке.
Написал ряд обзорных статей о развитии марийской литературы: «Сылнымутан марий литератур кушмо корно» («Пути роста марийской художественной литературы»), «Максим Горький», «Марий печать» («Марийская печать») и др. В 1920-е годы свои материалы подписывал различными псевдонимами, среди них Эшкна, Корамас, Пидай, Ышкенан, Акпай Пайблат.

## Основные произведения
Основные произведения А. К. Эшкинина:
- Эпанай: ойлымаш // У вий. 1929. № 2. С. 23—29.
- Йошкар Сормово: очерк [Красное Сормово: очерк]. Йошкар-Ола, 1930. 40 с.
- «Ивовоке вок»: ойлымаш // У вий. 1931. № 9. С. 33—35.
- Марий литературын корныжо // У вий. 1932. № 1—2. С. 4—6.
- Сылнымутан марий литератур кушмо корно // У вий. 1932. № 5—6. С. 53—65.
- Истоки марийской литературы // Натиск (Горький). 1932. № 3—4.
- Эпанай: ойлымаш // Мут орлаҥге. Йошкар-Ола, 1963. С. 99—104.

## Память
Его именем названа улица в микрорайоне Сомбатхей Йошкар-Олы (1979).